# سلامة (بني العوام)

تعديل مصدري - تعديل

سلامة هي إحدى قرى عزلة بني الذواد بمديرية بني العوام التابعة لمحافظة حجة، بلغ تعداد سكانها 375 نسمة حسب تعداد اليمن لعام 2004.